# Limehouse Cut

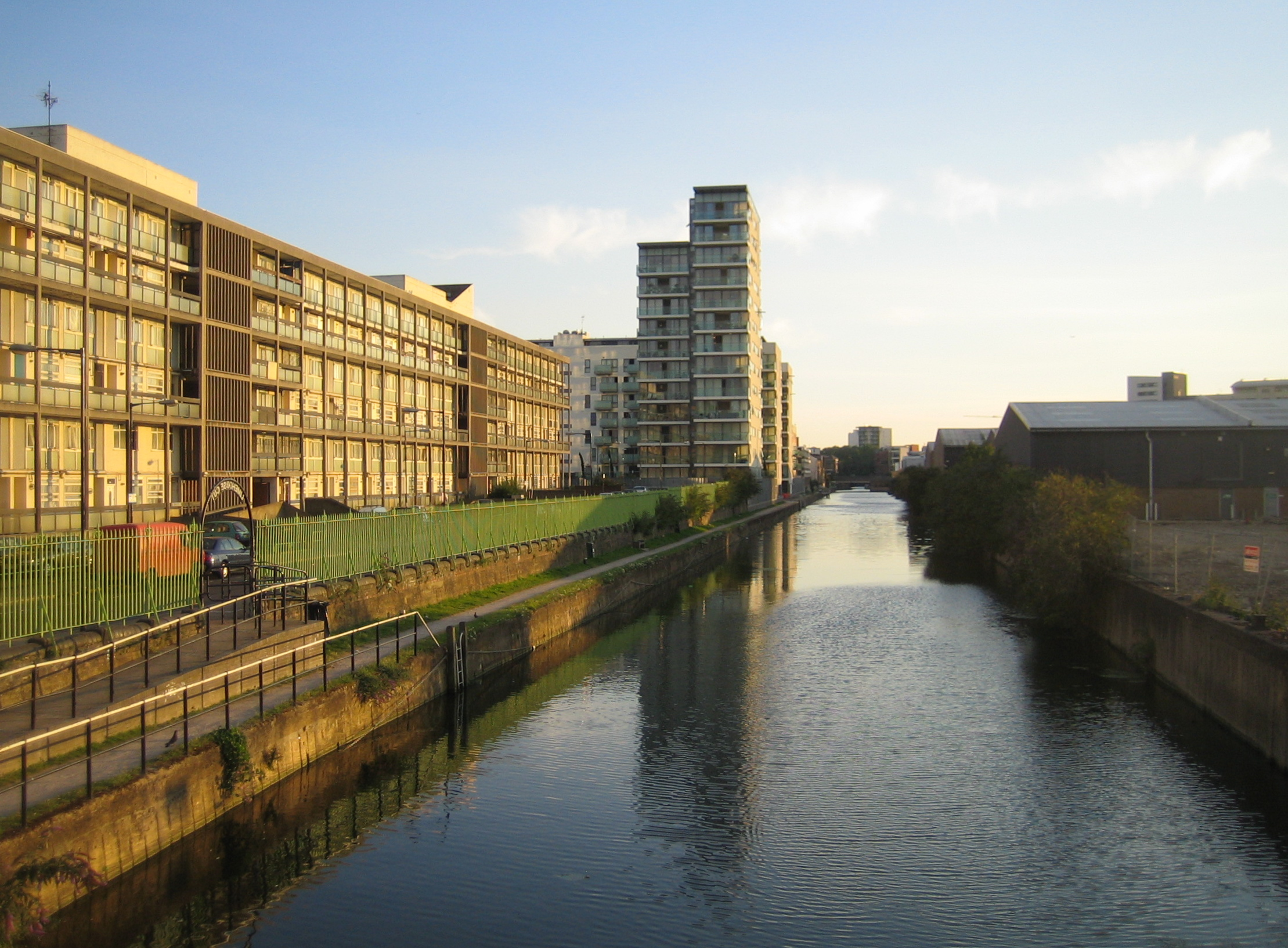
Der Limehouse Cut an der Cotall Street

Der Limehouse Cut ist ein gerader, breiter Kanal im East End von London, England, der den River Lea mit der Themse verband. Nun schließt er das Limehouse Basin an, dass seinerseits mit der Themse verbunden ist, nachdem sein Lauf 1968 verändert wurde.
Der Kanal zweigt am Bow Locks am Übergang des Lea zum Bow Creek ab; er verläuft 3,2 km in südwestlicher Richtung durch das London Borough of Tower Hamlets zum Limehouse Basin.

## Geschichte
Der Limehouse Cut wurde durch den River Lee Act, ein Gesetz des Parlaments, am 29. Juni 1767 beschlossen, nachdem John Smeaton festgestellt hatte, dass es notwendig sei verschiedene Kanäle im Bereich des Lea anzulegen und die vorhandenen Stauschleusen durch Schleusen zu ersetzen. Zwei Tage nach dem das Gesetz beschlossen worden war, wurde Thomas Yeoman als verantwortlicher Landvermesser berufen und zu seinen ersten Aufgaben gehörte es eine Strecke für den Limehouse Cut zu finden. Er sollte eine Abkürzung vom River Lea bei Bromley-by-Bow zur Themse am Limehouse Basin herstellen und den kurvenreichen Abschnitt des Flusses am Bow Creek umgehen, genauso wie Umwege wegen der Gezeiten um die Isle of Dogs vermieden werden konnten. Der Vorschlag für die Strecke von Yeoman wurde am 14. September 1767 angenommen. Er führte zur Dingley’s Wharf am Limehouse Basin. Der Auftrag zum Bau wurde geteilt. Charles Dingley, der Besitzer der Kaianlage erhielt die südliche Hälfte bis zur Rose Lane und Jeremiah Ilsley erhielt die nördliche Hälfte.
Der Bau des Bromley Lock wurde in einem eigenen Auftrag, an einen Herrn Cooper, den Besitzer von Mühlrechten in Bromley, vergeben. Die Schleuse zur Themse wurde von einem Herrn Collard entworfen und sollte £1547 kosten. Collard hatte sich jedoch bei der Berechnung der Länge geirrt und diese musste um 4,9 m verlängert werden, was die Kosten auf £1696 anhob. 1769 konnten die ersten Abschnitte der Verbindung von Schiffen befahren werden und im Mai 1770 wurde das Eröffnungsdatum der gesamten Strecke auf den 2. Juli festgelegt. Aber ein 18 m langes Stück einer Ziegelmauer stürzte ein und verschob die Eröffnung auf den 17. September 1770.
Im Dezember 1770 stürzte eine Brücke ein und blockierte den Kanal.
Da der Kanal nur breit genug war, um die Durchfahrt eines Schiffes zu gewährleisten, wurde im Mai 1772 eine Ausweichstelle eingebaut. Aber im März 1773 wurde entschieden den gesamten Kanal so zu verbreitern, dass er durchgängig von zwei Schiffen zu befahren war. Der Bauauftrag wurde an Jeremiah Ilsley im Juni 1776 vergeben und der verbreiteterte Kanal wurde am 1. September 1777 nach Baukosten von £ 975 für den Verkehr freigegeben.
1854 wurde das Bromley Lock verlegt und ausgebaut um größere Schiffe aufnehmen zu können. Ein Bericht aus dem Jahr 1888 stellte fest, dass die Schleuse so voller Müll war, dass sie das Wasser nicht hielt, wenn der angrenzende Abschnitt einen niedrigen Wasserstand hatte. 1899 wurde berichtet, dass die Schleuse nur bei niedrigem Wasserstand benutzt wurde. Die südlichen Tore wurden bald darauf entfernt und allein die nördlichen Tore blieben erhalten.
Am südwestlichen Ende des Kanals wurde 1853 das Britannia Lock gebaut. Die Tore lagen auf beiden Seiten der Brücke über die Commercial Road.
Vom 1. Januar 1854 ging der Kanal in die Kontrolle des Regent’s Canal über und es wurde eine Verbindung zum damaligen Regent’s Canal Dock dem heutigen Limehouse Basin gebaut. Gleichzeitig wurde ein drittes Paar Tore am Britannia Lock eingebaut, die für den Fall dienten, dass der Wasserstand im Limehouse Cut niedriger war als im Limehouse Basin.
Die Verbindung bestand nur kurze Zeit und wurde im Mai 1864 zugeschüttet. Das dritte Paar Tore wurde um 1868 vom Britannia Lock entfernt, genauso wie die anderen Schleusentore entfernt wurden, da sie sich als nutzlos erwiesen, stellte ein Bericht aus dem Jahr 1893 fest. Nach der Übernahme des Kanals durch British Waterways 1948 wurde eine Falltor an der Brücke der Commercial Road installiert, doch dieses wurde in den 1990er Jahren entfernt.
Umbauarbeiten an den Bow Locks im Jahr 2000 ermöglichen eine Benutzung der Schleuse bei jedem Wasserstand und haben den Wasserstand im Kanal stabilisiert.
In den 1960er Jahren musste die Schleuse, die den Kanal mit der Themse verband erneuert werden. Sie war 1865 gebaut worden und war so konstruiert, dass Holzträger eine Verformung der Wände verhinderten. Diese wurden durch eine Stahlkonstruktion ersetzt. Doch auch der Zugang zur Schleuse war schwierig und die Tore mussten durch Winden bedient werden, da der Raum sehr begrenzt war. Der Neubau einer Schleuse hätte erhebliche Einschränkungen für den Güterverkehr zu jener Zeit bedeutet. Es wurde daher beschlossen eine neue Verbindung zum Regents Canal Dock zu bauen. Die Streckenführung der 1860er Jahre konnte nicht benutzt werden, da sie bebaut worden war. Deshalb wurde ein nur 61 m langer Verbindungskanal gegraben, der am 1. April 1968 in Betrieb genommen wurde. Die alte Schleuse wurde zugeschüttet und nur eine Winde am Hampstead Lock zur Erinnerung aufgestellt.

## Weitere Entwicklung

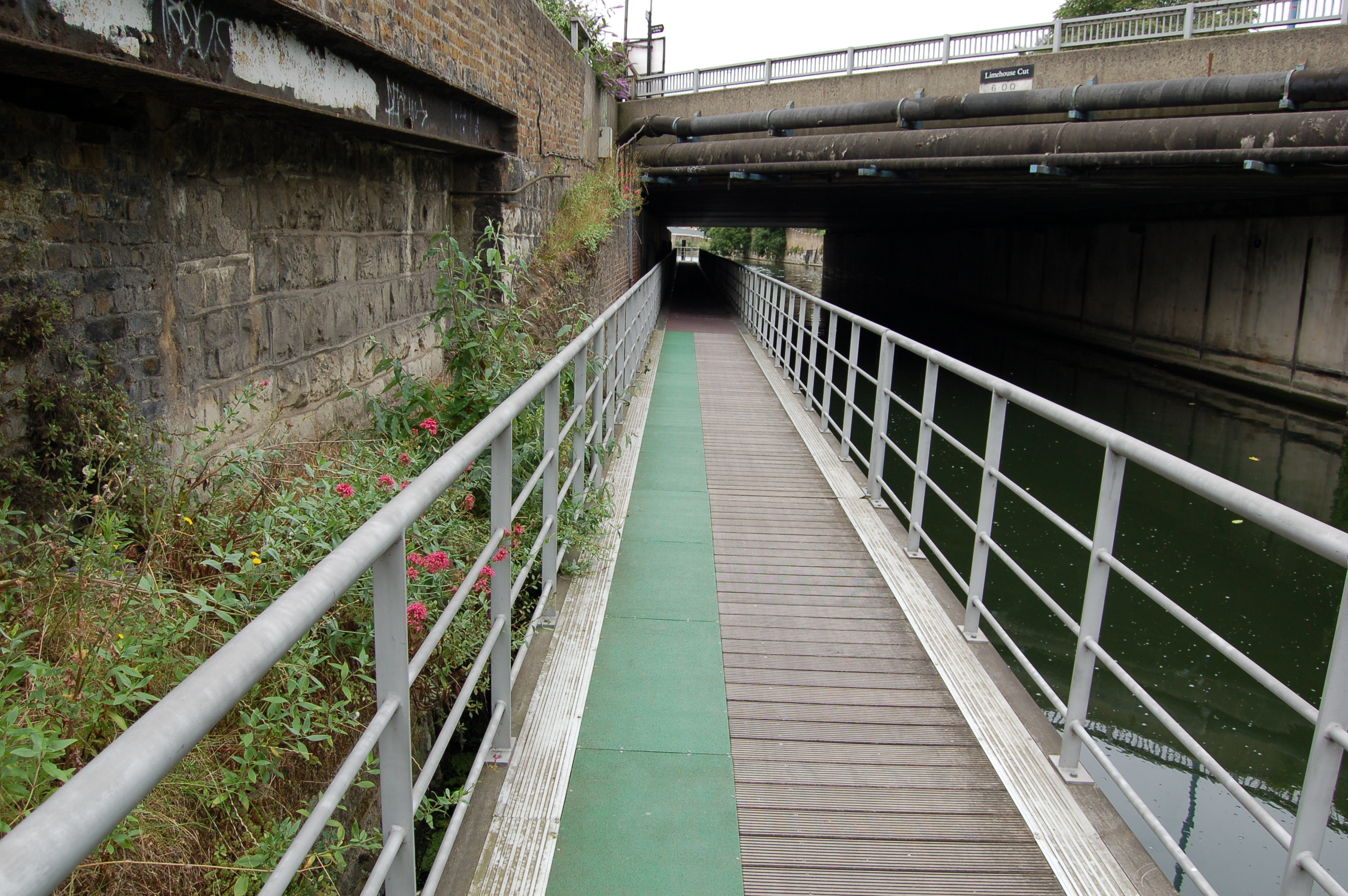
2003 wurde ein preisgekrönter 240 m langer schwimmender Fußweg installiert, der eine Verbindung des vorhandenen Fußwegs mit dem Bow Locks herstellt.

Die Fabriken und Warenlager, die früher vom Kanal aus versorgt wurden, sind heute über Straßen zu erreichen. Der Kanal wird heute meist für die Freizeitgestaltung genutzt. Der Regent’s Canal, der Hertford Union Canal, die kanalisierten Abschnitte des Lea und der Limehouse Cut bilden einen Kreis mit einem Umfang von 8,9 km, den man zu Fuß oder mit dem Fahrrad benutzen kann.
Der Zugang zum Limehouse Cut war im Bereich des Blackwall-Tunnel schwierig, er wurde durch den Einbau eines schwimmenden Fußwegs verbessert. Der Fußweg, der im Juli 2003 eröffnet wurde besteht aus 60 schwimmenden Pontons, die eine Länge von 240 m überbrücken.
Der Limehouse Cut ist Teil des kanalisierten River Lea und wird vom Canal & River Trust verwaltet. Er kann von Schiffen bis zu einer Länge von 26,8 m und einer Breite von 5,8 m benutzt werden. Die Durchfahrtshöhe ist auf 2,06 m begrenzt. Die ursprüngliche Schleuse zwischen der Themse und dem Limehouse Basin wurde durch eine andere Schleuse ersetzt. Die erste Schleuse ist heute nur noch ein flacher Teich, doch die Häuser, die dort 1883 gebaut wurden, sind trotz vieler Umbauten in der Umgebung erhalten geblieben.
Am Ende des olympischen Fackellaufes 2012 kam David Beckham mit einem Schnellboot über den Limehouse Cut zur Eröffnungszeremonie der Olympischen Spiele.